# Sho Asuke
Sho Asuke (født 28. oktober 1985) er en tidligere japansk fodboldspiller.
Han har spillet for flere forskellige klubber i sin karriere, herunder Tokyo Verdy og Kataller Toyama.